# Llongote
Der Nevado Llongote, Quechua-Schreibweise: Llunkuti, ist ein Berg in der Provinz Yauyos in der Region Lima in West-Peru. Er bildet mit einer Höhe von 5781 m (nach anderen Quellen: 5780 m) die zweitgrößte Erhebung der Cordillera de Yauyos, eines Gebirgszugs der peruanischen Westkordillere.

## Lage
Der Nevado Llongote befindet sich 14,5 km nordnordwestlich des Provinzhauptorts Yauyos. Am Nevado Llongote treffen sich die Distrikte Ayaviri, Carania und Yauyos. Der teils vergletscherte Berg liegt an der südlichen Grenze der Reserva Paisajística Nor Yauyos Cochas. An seinem Nordwestfuß befindet sich der Gletscherrandsee Laguna Huascacocha, an seinem Südfuß der Gletscherrandsee Laguna Llongote sowie an seinem Ostfuß der Gletscherrandsee Laguna Cune Grande. Die Nordwestflanke wird über die Flüsse Río Ayavirí und Río Mala nach Westen entwässert. Die Ostflanke und die Südflanke werden über den Río Cañete nach Süden entwässert. 8,27 km weiter nördlich erhebt sich der 5897 m hohe Nevado Ticlla (Qutuni).